# 우데게족

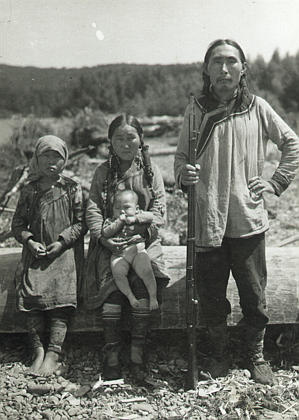
러시아의 우데게 가족

우데게족 혹은 우데게이족(러시아어: Удэгейцы), 우디허족은 러시아 프리모르스키 변경주와 하바롭스크 변경주에 거주하는 러시아의 소수민족이다. 중국에서는 "우더가이족(乌德盖人)"으로 부르며, "우더커" 또는 "우더허"로도 불린다. 21세기 초 인구조사 기준 러시아에는 1,496명이 거주하며 우크라이나에는 42명이 거주한다.
이들이 사용하는 우데게어는 퉁구스어족에 속한다. 역사적으로 나나이족과 밀접한 관계이며, 중세 야인여진의 여러 후예 집단 중 하나일 가능성이 있다.
19세기 청나라 시기에 일부 우데게족들이 중국 동북 지방으로 이주해왔는데, 지금의 중화인민공화국 지린성 동북부와 헤이룽장성에도 약 500명들이 거주하는 것으로 알려졌으며 이들은 캬칼라인(Kyakala) 또는 치아카라인(恰卡拉人)이라고 불린다. 이들은 공식적으로 만주족으로 분류되는 편이다.